# Bernard Nabonne
Œuvres principales
Maïtena
La Butte aux Cailles
Bernard Nabonne, né le 18 décembre 1897 à Madiran et mort le 18 novembre 1951 à Paris, est un écrivain français, lauréat du prix Renaudot en 1927.

## Biographie
Bernard Léon Claude Nabonne est un écrivain d'origine béarnaise, auteur de romans et de biographies historiques. Il obtient le prix Renaudot en 1927 pour Maïtena.

## Œuvres
- 1923 : Héradryas l'Amazone (roman mytho-antique), éditions Eugène Figuière
- 1925 : La Butte aux Cailles (roman)
- 1927 : Maïtena (roman) – Prix Renaudot 1927
- 1928 : La Plus Belle Nuit, éditions de France
- 1930 : Grenelle
- 1930 : La Goutte d'or, éditions Rieder
- 1932 : À l'abandon (roman) – Prix Montyon de l'Académie française
- 1935 : A la Gasconne (roman),  éditions de France – Prix Paul-Flat de l'Académie française
- 1936 : L'Habitation Baskerville (roman)
- 1936 : Gaston Phébus, seigneur du Béarn ; rééd. en 2013 sous le titre Histoire de Gaston X Fébus, éd. des Régionalismes  (ISBN 9782824000770)
- 1938 : La Vie privée de Robespierre
- 1940 : Bernadotte
- 1945 : Jeanne d'Albret, éditions Hachette
- 1946 : La Meunière de Javel
- 1947 : Le Retour de la fille prodigue
- 1948 : Pauline Bonaparte, la Vénus impériale, rééd. Hachette 1963
- 1949 : Joseph Bonaparte, le Roi Philosophe, éditions Hachette – Prix Thérouanne 1950 de l'Académie française
- 1950 : Les Grandes Heures de Saint-Germain-en-Laye
- 1951 : La Reine Hortense
- 1951 : La Diplomatie du Directoire et Bonaparte, La Nouvelle Éditions
- 1952 : Les Amants de fructidor...
- 1953 : La Vie privée de Lucrèce Borgia (Victime de l'Histoire), éditions Hachette